# Историја Непала
Историја Непала је испреплетена са историјом ширег индијског потконтинента и околних региона који обухватају области јужне и источне Азије.
Непал је мултиетничка, мултирасична, мултикултурна, мултирелигиозна и вишејезична земља. Језик са којим се највише говори је непалски, а следи га неколико других етничких језика.
Краљевина Непал основана је 1768. године и започела је кампању обједињавања целог Непала која би формирала модерне територије Непала. Неке бивше територије су изгубљене због учестовања краљевине у кинеско-непалском рату који се завршио и победом и губитком, што је на крају прихватило државу као данак Кине династије Кинг од 1792. до 1865. године. Англо-непалски рат је завршио победом Британаца и уступио неку територију Непала. У историјском гласању за избор конститутивне скупштине, непалски парламент изгласао је укидање монархије у јуну 2006. Непал је 28. маја 2008. постао савезна република и званично је преименован у "Савезна демократска република Непал" којом је окончана 200-годишња владавина шахових монарха.

## Древна историја

### Праисторија
Праисторијска налазишта палеолитског, мезолитског и неолитског порекла откривена су у брдима Сивалик у округу Данг. Сматра се да су најранији становници модерног Непала и суседних области људи из цивилизације долине Инда. Могуће је да је дравидски народ чија историја претходи почетку бронзаног доба на Индијском потконтиненту (око 3300. године пре нове ере) настањивао ову област пре доласка других етничких група као што су Тибето-Бурмани и Индоаријевци са друге стране границе. Тарус, Тибето-Бурмани који су се у великој мери мешали са Индијцима у јужним регионима, староседеоци су из централног региона Терај у Непалу. Прва документована племена у Непалу су народ Кират, за које постоји запис краљева Краљевства Кирата из 800. године пре нове ере, који показује да су Кирати присутни у Непалу у последњих 2000 до 2500 година, са великом доминацијом, која је вероватно досезала у једном тренутку до делте Ганга. Друге етничке групе индоаријевског порекла су касније мигрирале у јужни део Непала из Индо-Гангске равнице у северној Индији.
Стела Крамриш (1964) помиње супстрат расе предравида и Дравида. Они су били у Непалу и пре Невара, који су чинили већину древних становника долине Катмандуа.

### Легенде и давна времена
Иако се врло мало зна о раној историји Непала, легенде и документоване референце сежу далеко до 30. века пре нове ере. Такође, присуство историјских локалитета као што је Валмики ашрам, указује на присуство Санатана (древне) хиндуистичке културе у деловима Непала у том периоду.
Према легендским извештајима, рани владари Непала били су Гопалавамси (Гопал Банса) или „династија пастира“, која је вероватно владала око пет векова. За њих се каже да их је пратила Махисапалавамса или „династија сточара бивола“, коју је основао Јадав по имену Бул Синг.
Клан Шакја је формирао независну олигархијску републиканску државу познату као Сакја Ганараџја током касног ведског периода (око 1000 – око 500. п. н. е.) и каснијег такозваног другог периода урбанизације (око 600 – око 200. п. н. е.). Његов главни град је био Капилавасту, који се налазио или у данашњем Тилауракоту у Непалу. Гаутама Буда (око 6. до 4. века пре нове ере), чија су учења постала темељ будизма, био је најпознатији Шакја. За живота је био познат као „Сидарта Гаутама“ и „Шакјамуни“ (мудрац из Шакје). Био је син Судодане, изабраног вође Сакја Ганараџје.

### Династија Кират
Контекст владавине династије Кират у Непалу пре династије Личави и после династије Махиспал (Ахир) приказан је у различитим рукописима. Ограничавајући област између река Сун Коши и Тама Коши као њихову матичну земљу, списак киратских краљева је такође дат у Гопалској генеалогији. Династија Махисапала је била династија коју је основао Абхира која је владала долином Катмандуа. Они су преузели контролу над Непалом након што су заменили династију Гопала. Три краља из династије Махисапала владала су долином пре него што их је збацила династија Кирата. Такође су били познати као Махиспалбанши. Поразивши последњег краља из династије Авир Бувансингха у бици, краљ Кирати Јалунг или Јаламбер преузео је режим долине под своју контролу. У хиндуистичкој митолошкој перспективи, верује се да се овај догађај догодио у завршној фази Двапара Југе или почетној фази Кали Југе или око 6. века пре нове ере. Описи 32, 28 и 29 краљева Кирати налазе се према Гопал генеалогији, језичкој генеалогији и Рајтовом родослову. Судећи по напоменама садржаним у класицима Истока и Запада, народ Киранти је живео на свом садашњем месту у последњих 2000 до 2500 година, са широком доминацијом, вероватно сежући у једном тренутку до делте Ганга.

### Под Гуптама
За време Гупта царства, индијски цар Самудрагупта је забележио Непал као „гранично краљевство“ које је плаћало годишњи данак. Ово је забележено Самудрагуптиним натписом на Алахабадском стубу, који у редовима 22–23 каже следеће.
„Самудрагупта, чија је страшна владавина била умилостивљена плаћањем свих трибута, извршавањем наређења и посетама (његовом двору) у знак поштовања од стране граничних владара као што су владари Саматати, Даваке, Камарупа, Непала и Картрипура и, од стране Малаваса, Арјунаванаса, Јаудејаса, Мадракаса, Абираса, Прарјунаса, Санаканикаса, Какаса, Карапарикаса и других народа.”— Редови 22–23 натписа Самудрагупте на Алахабадском стубу (око 350-375).